# Allargament de penis
Les tècniques d'allargament de penis són tècniques diverses, quirúrgiques o no, que tenen com a finalitat augmentar la llargària del penis d'un home. Aquestes tècniques varien de taules d'exercicis a fer quotidianament a intervencions de cirurgia estètica, passant per l'aplicació d'instruments o compostos diversos. Cal tenir pressent que algunes de les tècniques anunciades com a allargadores de penis són fraudulentes.
A més de tècniques per allargar el penis, n'existeixen per a fer-lo més gruixut.

## Píndoles, cremes, gels i medicaments
Actualment no hi ha cap infusió d'herbes, aliment natural, perfum, droga, medicament (ni pastilles, píndoles, cremes, pols, etc.) ni hormona capaç d'allargar ni modificar la mida del penis ni de cap altra part del cos humà. Són pastilles que es venen per obtenir profit econòmic però ineficaces per a allargar el penis. Prendre qualsevol d'aquestes coses sense saber el que és ni l'assessorament d'un metge pot ser molt perjudicial per a la salut, a causa de la desconeixença i possible perillositat de la seva composició. De fet, diverses universitats, com la Flora Research de Califòrnia o la de Maryland, als Estats Units, han analitzat diverses píndoles venudes per a allargar el penis i hi han trobat tota mena de contaminats perillosos, inclosos bacteris, pesticides, fongs i floridures, llevat i plom. Fins i tot les píndoles etiquetades "a base d'herbes" tenien una seriosa contaminació fecal, ja que el bacteri E. Coli es troba a la femta.

## Mètodes quirúrgics
La fal·loplàstia és la cirurgia de reassignació de gènere (a transexuals de dona a home, o DaH), reparadora (cirurgia plàstica) o modificadora-"embellidora" (cirurgia estètica) del penis. Els mètodes quirúrgics actuals no són mai completament satisfactoris. Alguns pacients decideixen fer-la per motius psicològics, sense necessitat que el seu penis sigui veritablement un micropenis. En aquests casos és especialment probable que no quedin satisfets amb el resultat.

### Lligament suspensori
Una de les tècniques consisteix a fer un petit tall a la part superior de la base del penis, de manera que el lligament suspensori queda lliure i no pot subjectar tant els cossos cavernosos del penis, que conseqüentment queden projectats endavant. Això aconsegueix en determinats pacients que el seu penis s'allargui, com a màxim, dos o tres centímetres. Normalment es fa amb anestèsia local, encara que caldrà que el pacient prengui sedants i antiinflamatoris durant cinc dies i que s'abstingui de tenir relacions sexuals durant dues setmanes. Al cap de dos dies després de la intervenció, el pacient pot deixar de fer repòs.

### Implant lipídic
Una altra tècnica existent seria la injecció de cèl·lules del teixit adipós del mateix pacient, extretes de l'abdomen, per exemple, darrere de la pell del penis. Aquest procediment requereix que no hi hagi problemes immunològics i, per a ser durable, que el greix no sigui rearsorbit.

## Estirament mitjançant extensors o pesos

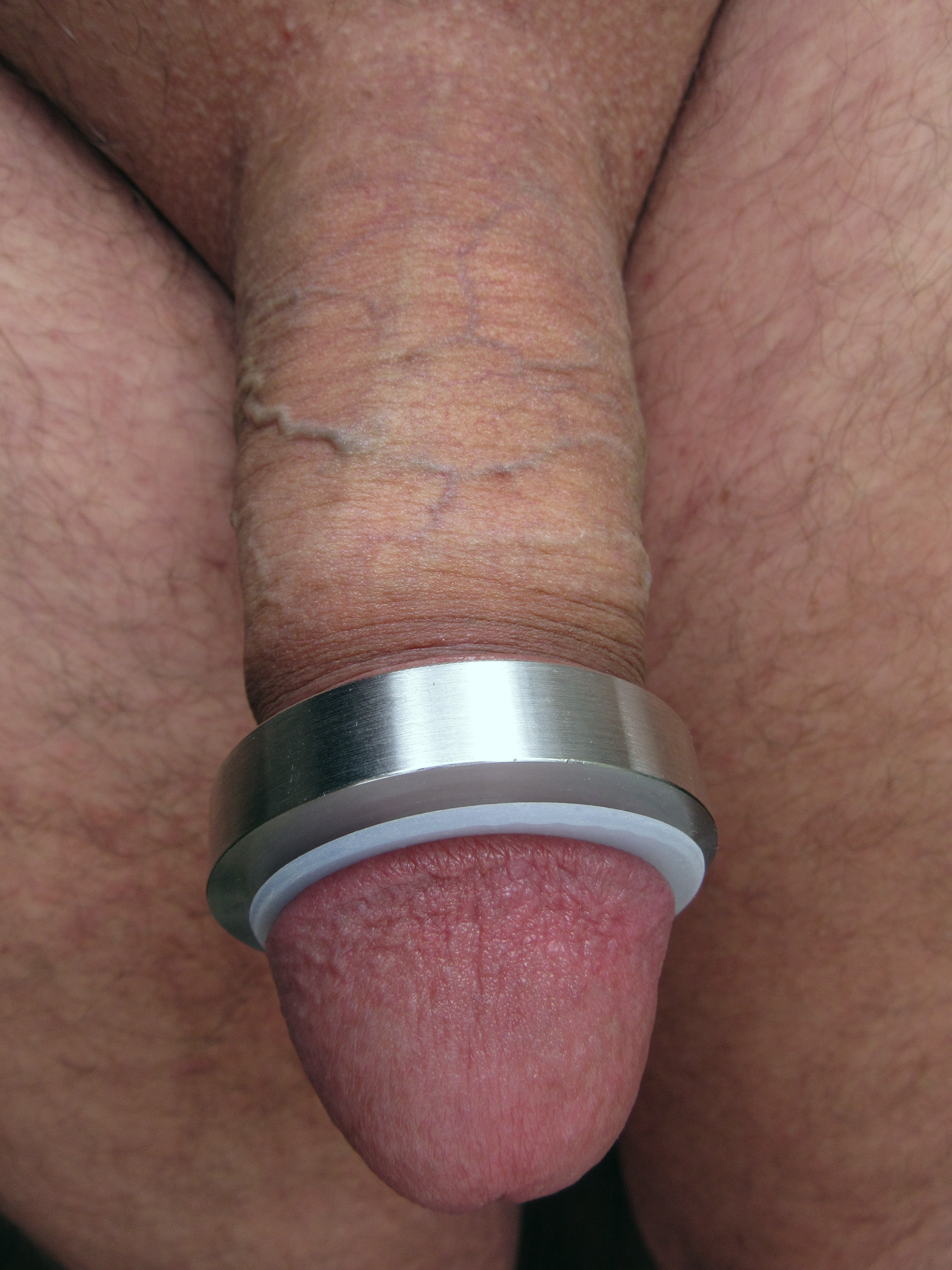
Estirament mitjançant pesos

L'imaginari antic intuïa que penjant un pes del penis, i mantenint-lo així durant un temps periòdicament, amb el temps aquest s'havia d'estirar, és a dir, guanyar llargària. Fins actualment han aparegut petits aparells que fan la mateixa funció, però cal portar-lo almenys durant vuit hores cada dia. El resultat, si és visible, no ho és fins a molt llarg termini. Cal ressaltar que aquests estris no fan el penis més gruixut sinó en tot cas només més llarg. La seva eficàcia no està provada.

## Bombes de buit
El penis s'envolta d'un cilindre hermètic i s'extreu aire del recipient per mitjà d'una bomba de buit. La pressió baixa del voltant fa que la sang vagi i s'acumuli al penis, cosa que fa que temporalment s'infli. Cal ressaltar que aquest resultat és temporal i que la pràctica d'aquesta tècnica té riscos d'hemorràgia. Aquestes bombes es troben a la majoria de sex-shops.
Un petit estudi fet amb 37 homes que tenien un penis no més gran de deu centímetres i que van usar la bomba de buit durant sis mesos va concloure que cap no va tenir una diferència significativa a la mida del penis, tot i que un terç d'aquest homes es va declarar satisfet amb el mètode.

## Exercicis gimnàstics
Són exercicis gimnàstics realitzats amb el penis per a enfortir-lo, de la mateixa manera que es pot enfortir qualsevol altre múscul del cos, però que no implica necessàriament un engrandiment de mida del fal·lus. Necessita un escalfament previ i d'un refredament i relaxació al final. Els més coneguts són l'anomenat jelquing, d'origen tradicional beduí. Es tracta de fer un massatge al penis com si es volgués munyir durant mitja hora cada dia, i si es vol fer segons la tradició i la cultura beduïna, acompanyada d'unes respiracions i imatges mentals.